# ナタリア・ペチョンキナ
ナタリア・ペチョンキナ （ロシア語: Наталья Печёнкина、旧姓:Бурда、後にЧистякова、1946年7月15日）は、旧ソビエト連邦の陸上競技選手。1968年メキシコシティーオリンピックの銅メダリストである。

## 経歴
ペチョンキナは、1968年メキシコオリンピックの女子400mに出場。フランスのコレット・ベッソン、イギリスのリリアン・ボードに次いで銅メダルを獲得。
その後、元ハードラーの夫と再婚し、ナタリア・チスチャコワとなって1971年ヨーロッパ選手権に出場し、400mで5位、4×400mリレーで銅メダルを獲得している。
彼女の息子のビクトル・チスチャコフは2000年シドニーオリンピックの棒高跳で5位入賞を果たしている。

## 主な実績
| 年   | 大会                 | 場所                     | 種目         | 結果 | 記録     |
| ---- | -------------------- | ------------------------ | ------------ | ---- | -------- |
| 1968 | ヨーロッパ室内陸上   | マドリッド(スペイン)     | 400m         | 1位  | 55秒29   |
| 1968 | オリンピック         | メキシコシティ(メキシコ) | 400m         | 3位  | 52秒2    |
| 1971 | ヨーロッパ陸上選手権 | ヘルシンキ(フィンランド) | 400m         | 5位  | 53秒2    |
| 1971 | ヨーロッパ陸上選手権 | ヘルシンキ(フィンランド) | 4×400mリレー | 3位  | 3分34秒1 |
| 1972 | オリンピック         | ミュンヘン(西ドイツ)     | 4×400mリレー | 8位  | 3分31秒9 |